# Охлопков, Николай Павлович
Никола́й Па́влович Охло́пков (2 [15] мая 1900, Иркутск — 8 января 1967, Москва) — советский актёр театра и кино, режиссёр и педагог. Главный режиссёр Реалистического театра (1930—1937) и Московского театра имени Маяковского (1943—1966). Народный артист СССР (1948). Член КПСС с 1952 года.

## Биография
Николай Охлопков родился в Иркутске Иркутской губернии (ныне Иркутская область) в небогатой дворянской семье Павла Иосифовича и Юлии Филипповны Охлопковых, один из семерых детей. Отец был полковником Русской императорской армии, участником Русско-японской и Первой мировой войн; в Гражданскую войну занимался мобилизацией в Красную армию. Братья его матери были известными художниками-гравёрами, старшая сестра Надежда также увлекалась живописью.
В 1910—1917 годах Николай учился в Иркутском кадетском корпусе, в художественной студии-мастерской у художника Ивана Копылова, в музыкальной школе по классу виолончели. Во время учёбы впервые принял участие в любительском спектакле «Свадьба» в роли телеграфиста Ятя.
В 1917 году устроился в Иркутский городской театр в качестве мебельщика-декоратора, а в 1918 году стал актёром этого театра, где служил до 1921 года. Будучи поклонником творчества Владимира Маяковского, вместе с приятелем Василием Гнедочкиным декламировал стихи Маяковского на площадях. 1 мая 1921 года после освобождения города от Колчака поставил на городской площади массовое действо «Борьба труда и капитала» с участием войск. В 1919 году стал одним из организаторов Иркутского Молодого театра, где в 1922 году поставил «Мистерию-буфф», после чего был отправлен на обучение в Москву.
В 1922—1923 годах учился в ГИТИСе и параллельно играл в Московском театре Революции. В 1923 году при постановке «Великодушного рогоносца» в Театра имени Мейерхольда (ТиМ) главный режиссёр спросил, есть ли среди присутствующих студентов высокий парень, и вперёд вытолкнули Охлопкова, который тут же вскарабкался на декорации. В тот же день был зачислен в труппу, где играл до 1926 года. Одновременно занимался в мастерской при театре (ГЭКТЕМАС) под руководством Всеволода Мейерхольда.
В кино дебютировал как актёр в 1924 году. В 1926—1928 годах служил актёром и режиссёром Одесской кинофабрики ВУФКУ, затем — режиссёром Государственного военного фотокинопредприятия «Госвоенкино» (Москва), а в 1929—1930 годах был режиссёром «Совкино». Всего как кинорежиссёр поставил три фильма.
В 1930—1937 годах возглавлял Реалистический театр, где в 1935 году поставил «Аристократов» Николая Погодина, вызвавших большой интерес у мировых театральных деятелей во время Третьего театрального фестиваля в Москве. Одновременно вплоть до 1936 года руководил Театром народного творчества.

В своих постановках, стремясь восстановить более тесный контакт между актёрами и зрителями начал экспериментировать с типом театра-арены (амфитеатр, круглый театр). Одной из первых экспериментальных постановок стало ещё в Иркутске массовое площадное театральное действо под названием «Борьба труда и капитала».  
«Декораций – никаких…На площади, со всех сторон тысячи зрителей. Но я никогда в жизни не забуду, как эти тысячи зрителей, словно по мановению волшебной палочки чародея, начали верить во все, происходящее на сцене, начали видеть те места действия, о которых только намеком говорили детали и игровые предметы. Это чудо, совершенное спектаклем, осуществилось с помощью древней-предревней силы театра – силы, проверенной веками и называемой воображением» (Об условности)
Эксперименты с театральным пространством Охлопков продолжил в Реалистическом театре в Москве. Опираясь на принципы греческого, китайского, японского и шекспировского театра, он спроектировал сложную сцену в центре помещения и часто располагал сидящих зрителей в зоне действия. Вплоть до закрытия (слияния его театра с Камерным) Николай Охлопков последовательно искал и реализовывал новые, экспериментальные формы, основанные на эстетике  как европейского, так и восточного народного, площадного, красочного театра.  Хотя он создавал главным образом политические и пролетарские драмы, соответствовавшие советской идеологии, его стремление к экспериментам, в конечном итоге, привел к закрытию Реалистического театра в1938 году. Искания Николая Охлопкова были продолжены в конце 1960-х годов, когда тип театра-арены (theatre-in-the-round) был широко принят экспериментальными театральными труппами как составляющая усилий по отказу от буржуазного иллюзионизма и исследованию различных форм «народного» театра.
В том же году начал педагогическую деятельность в ГИТИСе, которая продлилась до 1963 года (профессор, руководил курсом мастерства режиссуры). С 1960 по 1963 год вёл творческую лабораторию в ВТО.
В 1937 году в связи с объединением Реалистического театра с Московским Камерным театром был назначен заместителем художественного руководителя и режиссёром театра. В 1938 году перешёл в Театр имени Е. Б. Вахтангова.
В 1943 году после возвращения из эвакуации из Омска был назначен художественным руководителем и главным режиссёром Московского театра драмы (Театр имени Маяковского с 1954 года), где служил до своей смерти.
В 1947 году поставил «Молодую гвардию», в которой увековечил воспоминания о Великой Отечественной войне: зрителям и критикам спектакль особенно запомнился развивавшимся над сценой огромным красным полотнищем; Мария Бабанова в образе Любви Шевцовой исполнила со сцены романс «Одинокая гармонь», мгновенно ставший всесоюзным хитом. За этот спектакль Охлопков был удостоен Сталинской премии первой степени, а в 1948 году ему было присвоено звание Народного артиста СССР.
В 1954 году поставил «Гамлета», а в 1955 году во время визита английского режиссёра Питера Брука в Москву со своим «Гамлетом» состоялся нашумевший поединок: для ЦТ была записана сцена Гамлета и Офелии, которых попарно играли Евгений Самойлов с Мэри Юр и Пол Скофилд с Галиной Анисимовой.
Параллельно с работой в Театре драмы ставил оперные спектакли в Большом театре и Малом оперном театре. Был членом-корреспондентом Берлинской академии художеств, автором статей по театральному искусству, членом коллегии Министерства культуры СССР.
Весной 1954 года был назначен заместителем Министра культуры СССР, став первым представителем художественной интеллигенции на столь высоком посту. Освобожден от должности заместителя министра культуры по собственному желанию весной 1955 года.
Николай Павлович Охлопков скончался 8 января 1967 года в Москве после тяжёлой болезни. Похоронен на Новодевичьем кладбище (участок № 6).

### Семья
- Жена — Елена Ивановна Зотова-Охлопкова (1905—1988), режиссёр Московского театра им. В. Маяковского. Похоронена рядом с мужем.

## Театральные работы

### Роли
Государственный театр имени Вс. Мейерхольда
- «Рычи, Китай» С. М. Третьякова — Старый лодочник
- «Великодушный рогоносец» Ф. Кроммелинка — Волопас
- «Смерть Тарелкина» А. В. Сухово-Кобылина — Качала

### Постановки
Реалистический театр
- 1932 — «Разбег» (по очеркам В. П. Ставского)
- 1933 — «Мать» (по роману М. Горького)
- 1933 — «Железный поток» (по повести А. С. Серафимовичу)
- 1935 — «Аристократы» Н. Ф. Погодина
- 1936 — «Отелло» У. Шекспира
- 1937 — «Кола Брюньон» (по повести Р. Роллана)
- 1937 — «Мечта» М. В. Водопьянова

Театр имени Е. Б. Вахтангова
- 1940 — «Фельдмаршал Кутузов» В. А. Соловьёва
- 1942 — «Сирано де Бержерак» Э. Ростана

Большой театр (оперные постановки)
- 1953 — «Декабристы» Ю. А. Шапорина
- 1957 — «Мать» Т. Н. Хренникова

Михайловский театр (оперные постановки)
- «Молодая гвардия» Ю. С. Мейтуса

Московский академический театр имени Владимира Маяковского
- 1944 — «Сыновья трёх рек» В. М. Гусева
- 1947 — «Молодая гвардия» по роману А. А. Фадеева
- 1948 — «Закон чести» А. П. Штейна
- 1951 — «Дорога свободы» Г. М. Фаста
- 1953 — «Гроза» А. Н. Островского
- 1954 — «Гамлет» У. Шекспира
- 1956 — «Гостиница „Астория“» А. П. Штейна
- 1960 — «Иркутская история» А. А. Арбузова
- 1961 — «Медея» Еврипида

## Фильмография

### Режиссёр
- 1927 — Митя (не сохранился)
- 1928 — Проданный аппетит (совм. с И. Роной, среднеметражный; не сохранился)
- 1930 — Путь энтузиастов (автор сценария совм. с Г. И. Павлюченко)
- 1967 — Медея (фильм-спектакль) (совм. с А. В. Кашкиным, А. А. Шориным)

### Актёр
- 1924 — Гонка за самогонкой (короткометражный) — хулиган
- 1924 — Банда батьки Кныша — скрипач
- 1925 — Чёрное сердце (не сохранился) — часовой
- 1926 — Предатель — Неизвестный матрос
- 1926 — Бухта Смерти — матрос
- 1927 — Митя (не сохранился) — Митя
- 1932 — Дела и люди — Захаров
- 1937 — Ленин в Октябре — Василий
- 1938 — Александр Невский — Василий Буслай
- 1939 — Ленин в 1918 году — Василий
- 1940 — Яков Свердлов — оперный певец Фёдор Шаляпин
- 1941 — Боевой киносборник № 7 (новелла «Настоящий патриот») — немецкий солдат
- 1941 — Боевой киносборник № 7 (новелла «Белая ворона») — вежливый офицер
- 1943 — Кутузов — генерал от инфантерии Барклай-де-Толли
- 1947 — Свет над Россией (в прокат не вышел) — инженер Антон Иванович Забелин
- 1948 — Повесть о настоящем человеке — комиссар Воробьёв
- 1950 — Далеко от Москвы — Батманов Василий Максимович
- 1950 — Огни Баку — инженер Фёдор Яковлевич Шатров

## Звания и награды
- Народный артист РСФСР (1942)[13]
- Народный артист СССР (1948)
- Сталинская премия первой степени (1941) — за исполнение роли большевика Василия в фильмах «Ленин в Октябре» и «Ленин в 1918 году»
- Сталинская премия первой степени (1947) — за постановку спектакля «Молодая гвардия» А. А. Фадеева
- Сталинская премия второй степени (1949) — за исполнение роли комиссара Воробьёва в фильме «Повесть о настоящем человеке»[14]
- Сталинская премия второй степени (1949) — за постановку спектакля «Закон чести» А. П. Штейна[15]
- Сталинская премия первой степени (1951) — за исполнение роли Батманова в фильме «Далеко от Москвы»
- Сталинская премия второй степени (1951) — за постановку оперного спектакля «Молодая гвардия» Ю. С. Мейтуса
- Орден Ленина (1954)
- Три ордена Трудового Красного Знамени (23.03.1938 — в связи с выпуском выдающихся кинофильмов, получивших единодушное одобрение зрителей, «Ленин в Октябре», «Петр I-ый» и колхозный фильм «Богатая невеста», 1947, 1960)
- Орден Красной Звезды (1944)
- Медаль «За доблестный труд в Великой Отечественной войне 1941—1945 гг.» (1946)
- Медаль «В память 800-летия Москвы» (1948)

## Память
2 ноября 1967 года постановлением Совета министров РСФСР Иркутскому драматическому театру было присвоено имя Охлопкова, чья театральная деятельность началась на иркутской сцене.